# Abdul Hakim Hanini
Abdul Hakeem Hanini (arabisch عبد الحكيم حنيني, DMG ʿAbd al-Ḥakīm Ḥanīnī; geb. 1965 in Beit Dajan, Nablus) ist einer der Gründer der al-Qassam-Brigaden im Westjordanland.

## Leben
Abdul Hakim Aziz Hanini wurde 1965 im Osten von Nablus im Westjordanland geboren. 

### Muslimbruderschaft
Er schloss sich der Muslimbruderschaft im Alter von 16 Jahren an.
Im Jahr 1993 wurde er unter dem Vorwurf, an der Gründung der Qassam-Brigaden im Westjordanland beteiligt zu sein, festgenommen und zu lebenslanger Haft verurteilt. Er wurde im Rahmen des Gefangenenaustauschs Gilad Schalit im Jahr 2011 freigelassen, nachdem er 18 Jahre in israelischen Gefängnissen verbracht hatte. Später wurde er, zusammen mit 15 weiteren Gefangenen, nach Katar abgeschoben.

### Hanini in Katar
Nach seiner Freilassung setzte Hanini seine akademische Ausbildung fort. Er erlangte einen Doktortitel an der Nationalen Universität Malaysia sowie einen weiteren Doktortitel an der Universität Ez-Zitouna in Tunesien. In seiner Doktorarbeit befasste er sich mit palästinensischen Gefangenen. Im Jahr 2018 veröffentlichte er ein Buch mit dem Titel Hamas’ Foreign Policy: Syria as a Case Study, 2000-2015. Es basiert auf seiner Doktorarbeit, die er 2016 an der Nationalen Universität Malaysias verfasste.

## Werke
- Hamas’ Foreign Policy: Syria as a Case Study, 2000-2015. eng.alzaytouna.net. Beirut 2018.